# Vargmjölk
Vargmjölk (Lycogala epidendrum) är en art i stammen slemsvampar. Den växer på murken ved och stubbar där den bildar små, rosa till brungrå fruktkroppar 3 till 15 millimeter stora. Plasmodierna, som syns som ett, ibland rörligt, skikt på substratets yta, är intensivt blodröda till färgen. Vargmjölk förekommer allmänt i större delen av Sverige från vår till höst.